# Csány
Csány è un comune dell'Ungheria di 2.322 abitanti (dati 2001). È situato nella contea di Heves.